# Septuaginta
Septuaginta é a versão da Bíblia hebraica traduzida em etapas para o grego coiné, entre o século III a.C. e o século I a.C., em Alexandria. Dentre outras tantas, é a mais antiga tradução da bíblia hebraica para o grego, lingua franca do Mediterrâneo Oriental, na época de Alexandre, o Grande. A Septuaginta, desde o século I, tornou-se a versão clássica da Bíblia para os cristãos de língua grega, e foi usada como base para diversas traduções da Bíblia.
A tradução ficou conhecida como a Versão dos Setenta (ou Septuaginta, palavra latina que significa setenta, ou ainda LXX), devido a uma antiga lenda sobre sua origem. A lenda aparece na Carta de Aristeias, obra pseudoepígrafe do século II a.C., cujo narrador seria um membro da corte de Ptolomeu II Filadelfo no século anterior e a teria escrito a um tal Filócrates como um prólogo à Septuaginta. Nessa lenda, setenta e dois eruditos judeus (seis de cada uma das doze tribos) trabalharam nela e, segundo a tradição, teriam completado a tradução em setenta e dois dias. Apesar de trabalharem individualmente, o produto final teria concordado entre si. Embora o relato tenha sido considerado fictício, o nome Septuaginta popularizou.
Em sentido estrito, a Seputaginta se refere a uma família de manuscritos em versões gregas. Essa coleção de livros bíblicos foi baseada tanto em uma família de manuscritos hebraicos por tempos perdidos e alguns livros compostos originalmente em grego. O texto-base hebraico subjacente (ou Vorlage) à Seputaginta pode ser atestado com a descoberta dos manuscritos do Mar Morto, quando várias leituras de diversos versos concordam entre si e divergem do Texto Massorético, a versão da Bíblia hebraica padronizada no século IX d.C. Além dessas concordâncias isoladas de versos, entre os manuscritos do Mar Morto foram encontrados quatro livros 4QDeut-q, 4QSam-a, 4QJer-b e 4QJer-d que coincidem da família da Vorlage da Septuaginta.
A análise linguística e textual demonstrou que o Pentateuco (os cinco primeiros livros) foram produzidos nos meados do século III a.C. e os outros livros nos quatro séculos seguintes. Por essa razão, em sentido técnico estrito, atualmente a sigla LXX refere-se ao Pentateuco e a sigla LXX* ao conjuto não revisado de textos da Septuaginta. Em sentido estrito, outros livros da Septuaginta são chamados de Old Greek (OG), por suas recensões e revisões posteriores, como a de Teodotion (kaige-Th), de Luciano de Antioquia (GL), Hesíquio de Alexandria e a Héxapla de Orígenes. Mais tarde, outras versões gregas apareceram competindo com a Septuaginta, como a de Áquila de Sinope (Aq) e a de Símaco, o Ebionita (Symm), mas mesmo assim reproduz muito da fraseologia e das leituras da Seputaginta.
Estudiosos como Jones e Silva, defensores da Septuaginta e escritores do proeminente livro Invitation to Septuagint (Convite à Septuaginta), expressam, em duas ocasiões, a necessidade de precisar quais versões da Seputaginta a que se refere, alertando ao leitor  que na verdade não existe uma só Septuaginta, pois estritamente falando, não existe um único livro ou versão chamados de Septuaginta, mas sim o conjunto de versões de livros diversos que compõem a coleção dessa família textual.
A Septuaginta inclui alguns livros não encontrados na bíblia hebraica. Muitas bíblias da Reforma Protestante seguem o cânone judaico e excluem estes livros adicionais. Entretanto, católicos romanos incluem alguns destes livros em seu cânon e as Igrejas ortodoxas usam todos os livros conforme a Septuaginta. Anglicanos, assim como a Igreja oriental, usam todos os livros exceto o Salmo 151, e a bíblia do rei Jaime em sua versão autorizada inclui estes livros adicionais em uma parte separada chamada de Apocrypha.
A Septuaginta foi tida em alta conta nos tempos antigos. Fílon de Alexandria considerava-a divinamente inspirada. Além das traduções latinas antigas, a Septuaginta também foi a base para as versões em eslavo eclesiástico, para a Héxapla de Orígenes (parte) e para as versões armênia, eslava eclesiástica, georgiana e copta do Antigo testamento. De grande significado para muitos cristãos e estudiosos da Bíblia, é citada no Novo Testamento e pelos Padres da Igreja. Muito embora judeus não usassem a Septuaginta desde o século II, recentes estudos acadêmicos trouxeram um novo interesse sobre o tema nos estudos judaicos. Alguns dos pergaminhos do Mar Morto sugerem que o texto hebraico pode ter tido outras fontes que não apenas aquelas que formaram o texto massorético. Em vários casos, estes novos textos encontrados estão de acordo com a LXX. Os mais antigos códices da LXX (Vaticanus e Sinaiticus) datam do século IV.

## Uso da LXX no Novo Testamento
Vários estudos atestam que os Apóstolos e Evangelistas usaram a Septuaginta, a Sociedade Bíblica do Brasil afirma que "pois, como se sabe muitas citações (e alusões) do Antigo Testamento no Novo Testamento procedem diretamente da clássica versão grega". E que das 350 citações que o Novo Testamento faz do Antigo Testamento, pelo menos 300 provêm da versão grega.
Exemplos de trechos referentes a Septuaginta podem ser encontrados no Evangelho segundo Mateus, por exemplo, onde Jesus Cristo em resposta ao diabo diz:
"Está escrito: Não só de pão vive o homem, mas de toda palavra que procede da boca de Deus." Mateus 4:4.
Jesus referiu-se a Deuteronômios (Deuteronômio 8:3), onde é usada "da boca do Senhor" enquanto a Septuaginta traz "da boca de Deus".

## Criação do texto

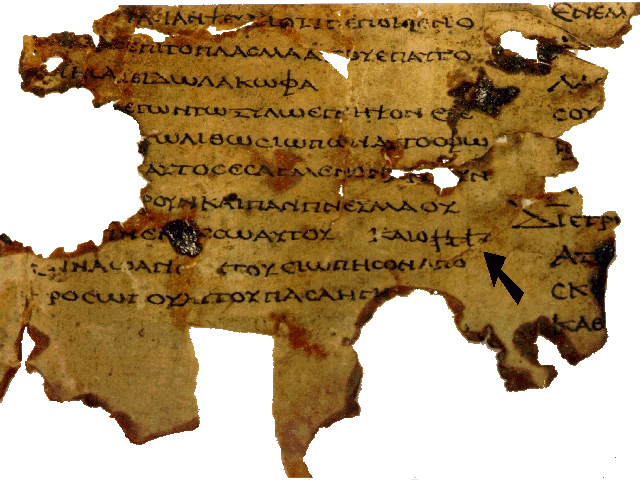
Fragmento da Septuaginta, do século I

Como mencionado, as evidências apontam para uma tradução progressiva iniciada com o Pentateuco nos meados do século III a.C. em Alexandria e desenvolvida aos poucos pelo Mediterrâneo Oriental. Outros livros foram traduzidos ao longo dos dois séculos seguintes. Não é claro quando ou onde cada tradução foi realizada. Alguns livros podem inclusive ter sido traduzidos mais de uma vez, configurando diferentes versões e posteriormente revisados. A qualidade e o estilo dos diferentes tradutores também variavam consideravelmente de livro a livro, indo da tradução literal, à de paráfrase e à interpretativa. De acordo com a avaliação de um estudioso "o Pentateuco foi razoavelmente bem traduzido, mas o resto dos livros, especialmente os poéticos, foram em geral mal feitos e contém mesmo alguns absurdos".
A medida que o trabalho de tradução gradualmente progredia e novos livros eram adicionados à coleção, a abrangência da Bíblia grega passou a ficar um tanto indefinida. O Pentateuco sempre manteve a sua preeminência como a base do Cânon, mas a coleção de livros proféticos (a partir dos quais os Neviim foram selecionados) teve sua composição alterada por ter vários escritos hagiográficos nele incorporados. Alguns dos escritos mais recentes, os chamados anagignoskomena, em grego, não estão incluídos no Cânon judaico. Dentre estes livros estão os Livros dos Macabeus e o Eclesiástico. Além disso, a versão da LXX de algumas obras, como o Livro de Daniel e o Livro de Ester, são mais longos do que aqueles encontrados no texto massorético. Alguns livros posteriores, como o Livro da Sabedoria, II Macabeus, entre outros, aparentemente já foram compostos em grego e não em hebraico.
A autoridade do grupo mais extenso de "escritos", a partir dos quais se formou o ketuvim, ainda não havia sido determinada, apesar de que algum tipo de processo seletivo deve ter sido empregado, uma vez que a LXX não inclui outros documentos judaicos bem conhecidos como o Livro de Enoque, o Livro dos Jubileus e outros escritos que atualmente são parte da Pseudepigrafia. Não é sabido quais foram os critérios usados para determinar o conteúdo da LXX além da "Lei e dos Profetas", expressão usada muitas vezes no Novo Testamento.

## Etimologia
Septuaginta é uma palavra latina que significa "setenta", sendo a junção de septem ("sete") e -ginta ("dezenas").
O nome completo em latim era interpretatio septuaginta virorum ("tradução dos setenta intérpretes"), uma tradução do nome grego original ἡ μετάφρασις τῶν ἑβδομήκοντα (transliterado para o alfabeto latino como hē metáphrasis tōn hebdomēkonta), de mesmo significado.
Em latim, septuaginta se pronuncia septuaguinta, com o som oclusivo da letra G, já que na língua latina não existia o som que no português é representado pela letra J (e que se repete na letra G quando seguida por E ou I). Sobre isso, é válido ressaltar que a letra J existia no latim, mas tinha o mesmo som que a vogal I, sendo ambos apenas grafias variantes do mesmo som (a título de exemplo, Julius era pronunciado Iulius).

## Lenda
A lenda é repetida pelo historiador judeu Flávio Josefo para quem um grupo de sábios judeus traduziram a Torah para o grego koiné no século III a.C.. Uma versão posterior da lenda, narrada por Fílon de Alexandria, afirma que apesar de os tradutores terem sido mantidos em salas separadas, todos eles produziram versões idênticas do texto em setenta e dois dias. Apesar desse relato ser historicamente implausível, sua redação traz à tona o desejo dos sábios judeus da época de apresentar a tradução como divinamente inspirada. Uma versão desta lenda é encontrada no Tratado Megillah do Talmude Babilônico (páginas 9a-9b), que identifica especificamente quinze traduções pouco usuais feitas por eruditos. Somente duas dessas traduções são encontradas no texto da LXX que chegou até nós.
O título latino se refere ao relato legendário contido na pseudepigráfica Carta de Aristeias em que o rei do Egito Ptolomeu II Filadelfo pede a setenta e dois sábios judeus que traduzam a Torá para o grego, com o fim de incluí-la na Biblioteca de Alexandria. A palavra septuaginta, acrescenta mais detalhes: "No entanto, não foi até o tempo de Agostinho de Hipona (354-430 dC) que a tradução grega das escrituras judaicas veio a ser chamado pela septuaginta termo latino [70 ao invés de 72]. Em sua Cidade de Deus 18,42, enquanto repetindo a história de Aristeu com enfeites típicos, Agostinho acrescenta o comentário: "É a tradução que agora se tornou tradicional para chamar a Septuaginta" ... [Latim omitido] ... Agostinho, portanto, indica que este nome para a tradução grega das escrituras foi um desenvolvimento recente. Mas ele não oferece nenhuma pista sobre quais os possíveis antecedentes levou a este desenvolvimento: Predefinição: Bibleverse, [Antiguidades 12,57, 12,86] Josefo, ou de uma elisão. ... Este nome Septuaginta parece ter sido desenvolvido do quarto para o quinto século.".

## Recepção
Com a adoção da Seputaginta pelos primeiros cristãos, muitos judeus deixaram de usá-la, preferindo fazer novas traduções ou revisões, como a de Áquila, Símaco e a versão grega samaritana. A Septuaginta serviu de base para as antigas versões latinas, a Ítala, mas quando Jerônimo foi traduzir a Vulgata, preferiu cotejar o Antigo Testamento com um texto hebraico. A Septuaginta continuou como a versão oficial e tida como inspirada pela Igreja Ortodoxa Grega.
No final do século XX, surgiu nos Estados Unidos uma movimento alegando que a Septuaginta sequer tenha existido como uma versão pré-cristã do Antigo Testamento em grego. Este movimento agregado em torno Dean Burgon Society afirma que nunca foi encontrada nenhuma versão do Antigo Testamento em grego datando antes de Orígenes (185 — 253 d.C). H. D. Williams, vice-presidente da Dean Burgon Society afirma que a Septuaginta nunca existiu e não passa de um mito. Entretanto, autores gregos anteriores ao cristianismo, como Alexandre, o Polímata e Eupolemo, ambos do século I a.C. já utilizavam a Septuaginta. Biblicistas profissionais, tanto evangélicos como Gordon Fee ou seculares como Bart Ehrman, rejeitam tais especulações da Dean Burgon Society.
Desde 2016, o filólogo, helenista e latinista Frederico Lourenço, renomado Professor de Estudos Clássicos na Universidade de Coimbra, Portugal, iniciou a traduzir a Septuaginta para o português, sendo publicada quase que simultaneamente em Portugal e no Brasil. É a primeira vez que a Septuagiunta é traduzida para a língua portuguesa, colmatando uma grande e velha lacuna nos estudos bíblicos em países lusófonos.

## Edições impressas
Todas as edições impressas da Septuaginta são derivadas de três antigas cópias.
- A Editio princeps é a Bíblia Poliglota Complutense, baseada em manuscritos atualmente perdidos, é considerada bastante próxima aos mais antigos manuscritos.[22]
- A edição aldina publicou-se em Veneza em 1518. O texto aproxima-se mais do Codex B do que do complutense. O editor não os especifica que manuscritos usou. Foi reimpressa diversas vezes.
- A edição mais importante é a romana ou sistina, que reproduz exclusivamente o Codex Vaticanus Foi publicada pelo cardeal Caraffa, com a ajuda dos vários peritos, em 1586, autorizado pelo papa Sisto V, para ajudar nas revisões em preparação da Vulgata Latina, requisitada pelo Concílio de Trento. Transformou-se num repositório de textos do Antigo Testamento grego e teve muitas edições novas, tais como o de Holmes e de Pearsons (Oxford, 1798-1827), e as sete edições de Constantin von Tischendorf, que se publicaram em Leipzig entre 1850 e 1887, sendo que os últimos dois, publicou-se após a morte do autor na revisão da Novum Testamentum Graece, e as quatro edições do Henry Barclay Swete (Cambridge, 1887-95, 1901, 1909), etc..
- A edição de Grabe foi publicada em Oxford, 1707 a 1720, e reproduzida, de maneira incompleta no Codex Alexandrinus de Londres. Para edições parciais, veja Vigouroux, “Dict. de la Bible”, sqq 1643.